# Auster J/1B Aiglet
El Auster J/1B Aiglet es un avión utilitario civil ligero británico desarrollado en la década de 1950.

## Desarrollo
El Auster J/1 Autocrat de 1946 había logrado un éxito de ventas considerable, pero los pedidos desaparecieron a finales de los años 40. Se lograron pocas ventas en el importante mercado australiano, ya que el motor de 100 hp del Autocrat no era lo suficientemente potente para las duras condiciones del verano que se vivían allí.
En 1950, Auster Aircraft utilizó una célula y una estructura de ala de Autocrat incompletos e incorporó un empenaje y un timón más grandes para compensar la instalación de un motor De Havilland Gipsy Major de 130 hp, que había sido modificado mediante la instalación de bombas de recuperación dobles que combinaban con el sistema de refrigeración.
El prototipo voló por primera vez en 1950 y fue seguido por varias otras conversiones de fuselajes de Autocrat, pero la construcción pronto pasó al uso de nuevos fuselajes. La mayoría de las ventas se realizaron en Australia y Nueva Zelanda. La mayoría de los aviones se exportaron sin motor a Kingsford Smith Aviation Services en Sídney, donde se completaban y se probaban antes de la entrega.

## Historia operacional

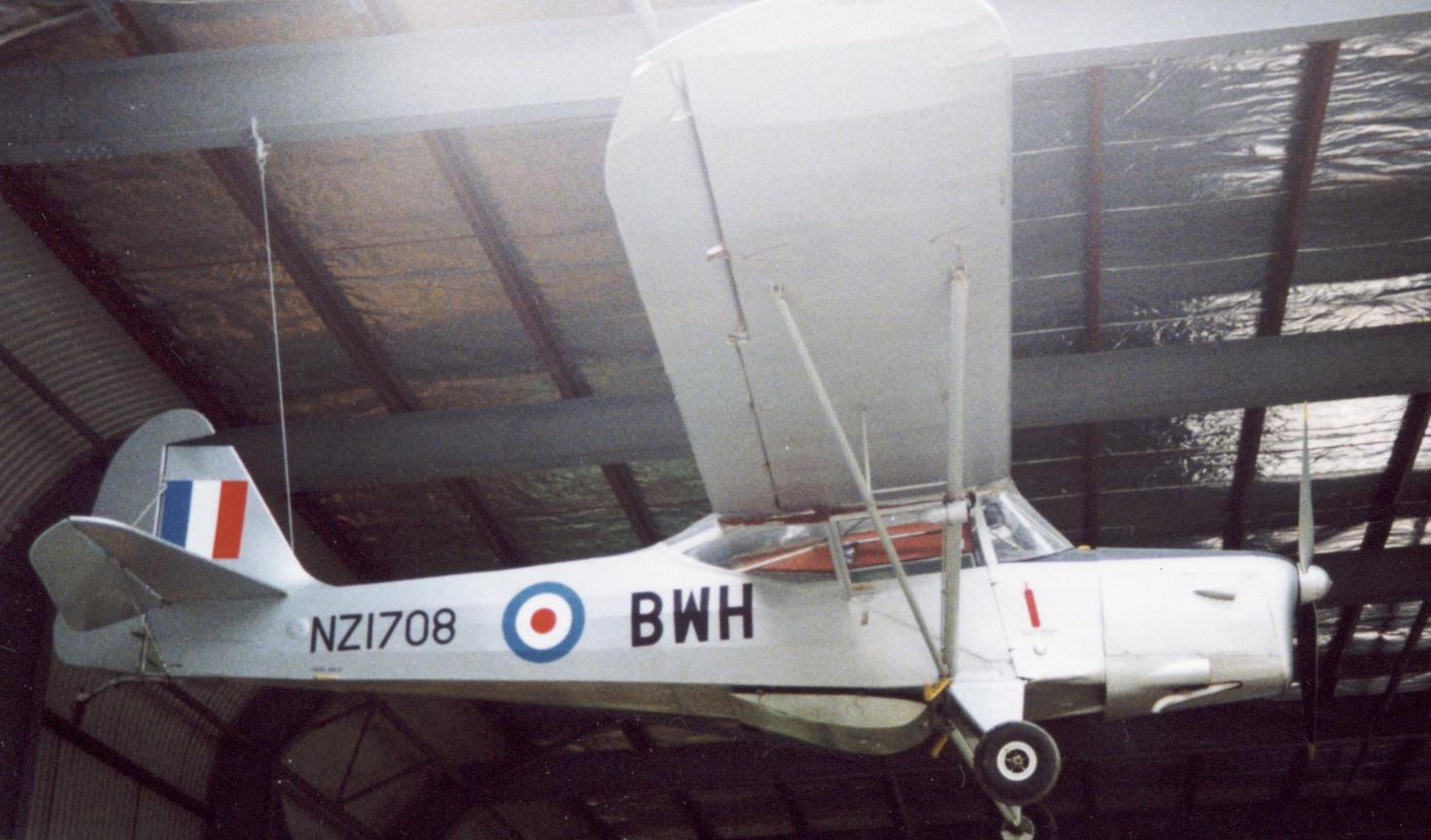
J/1B Aiglet exhibido en el MOTAT, Auckland, Nueva Zelanda, en febrero de 1992, llevando colores de estilo de la RNZAF.

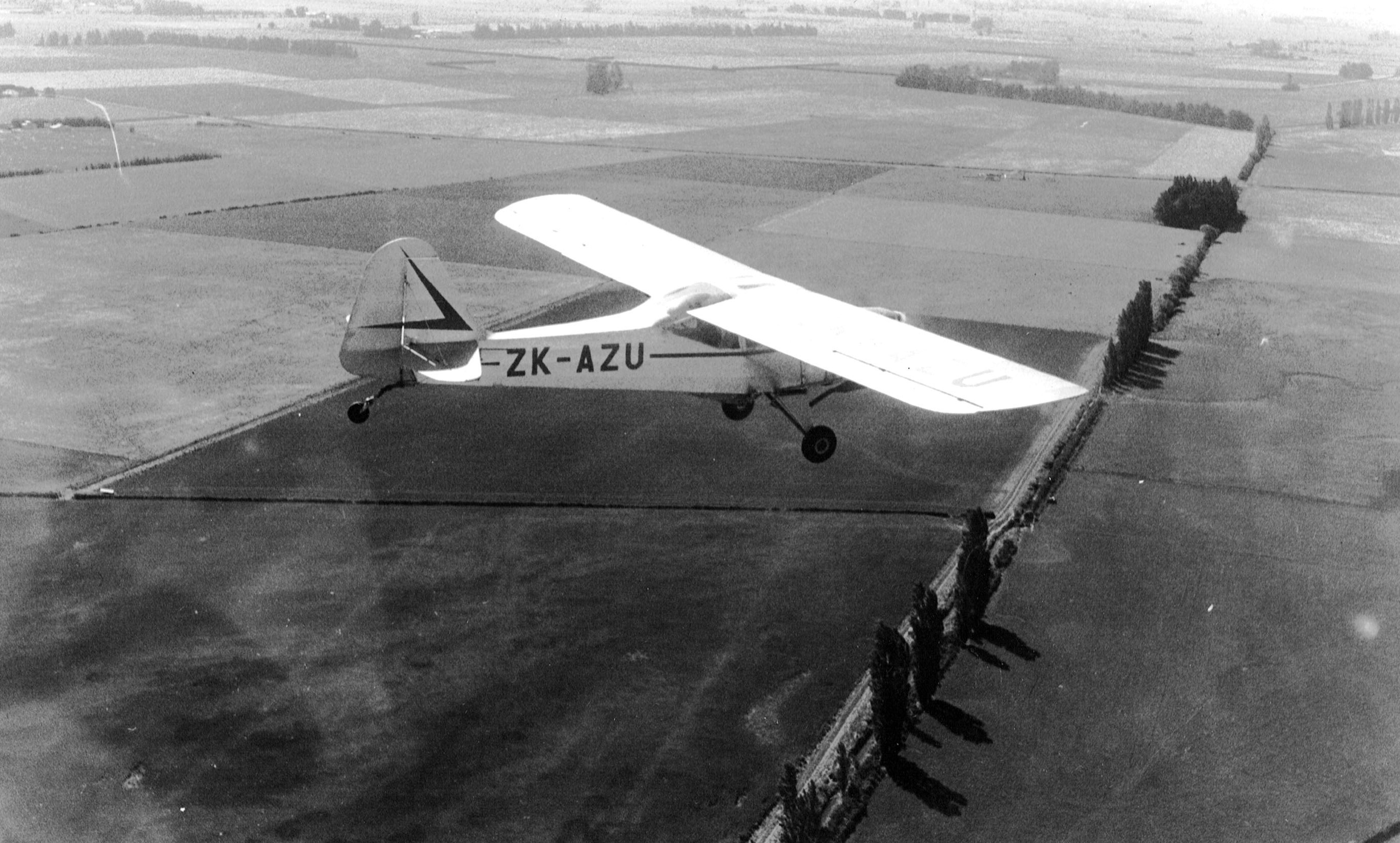
Auster J/1B.

El Aiglet era especialmente adecuado para su uso por parte de contratistas de fumigación y pulverización agrícolas. Las barras de pulverización se instalaban utilizando soportes en la superficie inferior del fuselaje del Aiglet y en los soportes de las alas. La mayoría de las ventas se realizaron a Australia y Nueva Zelanda, pero siete ejemplares se suministraron a Aerial Spraying Contractors Ltd de Boston (Lincolnshire). Estos fueron trasladados en vuelo a Sudán en el otoño de 1950 y en un mes habían eliminado 17 000 acres (68,8 km²) de tierras de cultivo de langostas y de otras plagas de insectos.
Las tareas agrícolas requerían trabajar a alturas muy bajas en condiciones de calor extremo e inevitablemente provocaron la pérdida de muchos Aiglet en accidentes. Después de retirarse del uso de fumigación de cultivos a finales de la década de 1950 y principios de la de 1960, los supervivientes fueron comprados por contratistas de fotografía aérea, aeroclubes y propietarios privados. Muchos de estos aviones estaban equipados con un depósito de combustible adicional debajo del fuselaje, como se muestra en la fotografía adjunta.
En 2009, varios Aiglet permanecían en condiciones de vuelo en Australia y Nueva Zelanda, y tres ejemplares estaban activos en el Reino Unido.

## Especificaciones (J/1B)
Referencia datos: Jackson

### Características generales
- Tripulación: Uno (piloto)
- Capacidad: Dos pasajeros o equipo agrícola
- Longitud: 7,2 m (23,7 ft)
- Envergadura: 11 m (36 ft)
- Altura: 2 m (6,5 ft)
- Superficie alar: 17,2 m² (185,1 ft²)
- Planta motriz: 1× motor lineal invertido de 4 cilindros refrigerado por aire De Havilland Gipsy Major 1.
  - Potencia: 97 kW (134 HP; 132 CV)
- Hélices: Bipala

### Rendimiento
- Velocidad máxima operativa (Vno): 203 km/h (126 MPH; 110 kt)
- Velocidad crucero (Vc): 169 km/h (105 MPH; 91 kt)
- Alcance: 350 km (189 nmi; 217 mi)
- Techo de vuelo: 5500 m (18 045 ft)
- Régimen de ascenso: 4,6 m/s (906 ft/min)

## Aeronaves relacionadas

### Desarrollos relacionados
- Auster J/1 Autocrat

### Secuencias de designación
- Secuencia Alfanumérica (interna de Auster): Auster A.2/45 - J/1 Autocrat - J/1B Aiglet - J/1U Workmaster - J/2 Arrow - J/3 Atom →